# 9-1-1 (sèrie de televisió)
9-1-1 és una sèrie de televisió de drama procedimental estatunidenca creada per Ryan Murphy, Brad Falchuk i Tim Minear. La sèrie es va estrenar a Fox i actualment s'emet a ABC. La sèrie segueix la vida dels socorristes de Los Angeles: agents de policia, paramèdics, bombers i agents telefònics.
Actualment la sèrie és protagonitzada per Angela Bassett, Peter Krause, Oliver Stark, Jennifer Love Hewitt, Ryan Guzman, Aisha Hinds, Kenneth Choi i Gavin McHugh. La sèrie es va estrenar el 3 de gener de 2018. 9-1-1 és una producció conjunta entre Reamworks, Brad Falchuk Teley-Vision i Ryan Murphy Television en associació amb 20th Television. El maig de 2023, la sèrie va ser cancel·lada per Fox i va ser renovada per a una setena temporada a ABC. La setena temporada es va estrenar el 14 de març de 2024. L'abril de 2024, ABC va renovar la sèrie per a una vuitena temporada que es va estrenar el 26 de setembre de 2024. El 3 d'abril de 2025 la sèrie fou renovada per una novena temporada.

## Sinopsi
La sèrie segueix les vides professionals i personals dels socorristes de Los Angeles.

## Repartiment i personatges
- Angela Bassett com Athena Grant (de soltera Carter), sergent de policia de Los Angeles, dona de Bobby.
- Peter Krause com a Robert "Bobby" Nash, capità de bombers l'estació 118, marit d'Athena (temporades 1-8).
- Oliver Stark com a Evan "Buck" Buckley, bomber, germà de Maddie.
- Aisha Hinds com Henrietta "Hen" Wilson, bombera i paramèdica.
- Kenneth Choi com a Howard "Chimney" Han, bomber i paramèdic, i el marit de Maddie.
- Rockmond Dunbar com a Michael Grant, l'exmarit d'Athena (temporades 1-5).
- Connie Britton com Abigail "Abby" Clark, agent telefònica del 911 (temporada 1; convidada 3).[9]
- Jennifer Love Hewitt com Maddie Han (de soltera Buckley), la germana de Buck, una agent telefònica del 911 i esposa de Chimney (temporada 2 - present).[10]
- Ryan Guzman com a Edmundo "Eddie" Díaz, bomber i paramèdic, i pare de Christopher (temporada 2 - present).[11][12]
- Corinne Massiah com a May Grant, la filla d'Athena i Michael, la fillastra de Bobby i agent telefònica del 911 (temporades 2-6; recurrent 1; convidada 7-8).[13]
- Marcanthonee Jon Reis (temporades 2-6; recurrent 1) i Elijah M. Cooper (recurrent 7, convidat 8) com a Harry Grant, fill d'Athena i Michael, fillastre de Bobby, germà de May.[13]
- Gavin McHugh com a Christopher Díaz, el fill d'Eddie (temporada 3-present; recurrent 2).[14]
- John Harlan Kim com Albert Han, el mig germà de Chimney (temporada 4; convidades 3 i 6; recurrent 5).

## Producció

### Desenvolupament
La sèrie està produïda per 20th Television, amb Murphy, Falchuk, Minear i Bradley Buecker com a productors executius juntament amb els membres del repartiment Angela Bassett i Peter Krause. Minear també fa de showrunner i Buecker dirigí l'episodi d'estrena. El 16 de gener de 2018, Fox va renovar la sèrie per a una segona temporada de divuit episodis. La segona temporada es va estrenar amb un episodi especial el diumenge 23 de setembre de 2018. El 25 de març de 2019, Fox va renovar la sèrie per a una tercera temporada que es va estrenar el 23 de setembre de 2019. El 13 d'abril de 2020, Fox va renovar la sèrie per a una quarta temporada que es va estrenar el 18 de gener de 2021. El 17 de maig de 2021, Fox va renovar la sèrie per a una cinquena temporada que es va estrenar el 20 de setembre de 2021. El 16 de maig de 2022, Fox va renovar la sèrie per a una sisena temporada que es va estrenar el 19 de setembre de 2022.
L'1 de maig de 2023, la sèrie fou cancel·lada per Fox i renovada per a una setena temporada a la cadena ABC. La setena temporada s'estrenà el 14 de març de 2024. El 2 d'abril de 2024, ABC renovà la sèrie per a una vuitena temporada. La vuitena temporada es va estrenar el 26 de setembre de 2024.

### Càsting
L'octubre de 2017, Connie Britton, Angela Bassett i Peter Krause es van unir al repartiment. Més tard, es va anunciar que Oliver Stark, Aisha Hinds, Kenneth Choi i Rockmond Dunbar havien estat escollits per a papers principals.
El 14 de maig de 2018, es va anunciar que Jennifer Love Hewitt s'uniria al repartiment com Maddie Buckley, la germana de Buck, a la temporada 2, substituint el paper del personatge de Britton, Abby Clark. El 23 de maig de 2018, Fox va anunciar que Ryan Guzman s'uniria a la segona temporada de la sèrie com a nou bomber Eddie Díaz. El 4 de juny de 2018, es va anunciar que Corinne Massiah i Marcanthonnee Jon Reis, que interpreten May i Harry Grant, havien estat ascendits, dels seus papers recurrents a la temporada 1, a habituals de la sèrie de la temporada 2. Gavin McHugh, que interpreta el fill d'Eddie, Christopher, va ser ascendit a una sèrie habitual a la temporada 3. Britton va tornar al final de la tercera temporada com a estrella convidada especial. A la temporada 5, Dunbar va abandonar la sèrie després de la normativa exposada de la vacuna contra la COVID-19 implementada per 20th Television, i després que les seves sol·licituds d'exempcions mèdiques i religioses fossin denegades. El febrer de 2022, Arielle Kebbel es va unir al repartiment en un paper recurrent aquella mateixa temporada.

## Spin-offs
El 12 de maig de 2019, es va anunciar que un spin-off, titulat 9-1-1: Lone Star, s'estrenaria el 19 de gener de 2020. El mateix dia, es va anunciar que Rob Lowe la protagonitzaria. L'1 d'octubre de 2024, poc després que es confirmés la finalització de que 9-1-1: Lone Star finalitzaria en la cinquena temporada, Ryan Murphy va revelar a Variety que un segon spin-off 9-1-1 estava en preparació per a ABC.